# Brechten
Brechten ist der Statistische Bezirk 11 und zugleich ein nördlicher Stadtteil der kreisfreien Großstadt Dortmund. Er gehört zum Stadtbezirk Eving und hat eine Fläche von 716 Hektar mit etwa 9.600 Einwohnern. Der Ort liegt auf einer Höhe von 78 m ü. NHN.
Brechten gilt als beliebte Wohnlage und weist im Gegensatz zu den meisten umliegenden Dortmunder und angrenzenden Lüner Stadtteilen eine Häufung gehobener Wohngebiete auf. Der Ort zeichnet sich durch seinen dörflichen Charakter aus. Weitläufige Grün- und Waldflächen, inkl. Landschaftsschutzflächen, breiten sich bis nach Lünen-Brambauer, Lünen-Gahmen, Holthausen und Eving aus.

## Geographie
Brechten liegt rund acht Kilometer nördlich der Dortmunder Innenstadt und fünf Kilometer südwestlich des Stadtkerns der nördlich an Brechten angrenzenden Stadt Lünen. Der Ort wird durch die in Ost-West-Richtung verlaufende Autobahn A 2 bzw. vom Dortmunder Autobahnring in zwei größere Siedlungsbereiche (Norden und Süden) geteilt.
Der nördliche Teil ist geprägt durch das eigentliche „Dorf“ und die überwiegend ab den 1960er Jahren entstandenen umliegenden Wohngebiete. Im ursprünglichen Dorfkern befinden sich die evangelische St.-Johann-Baptist-Kirche und die katholische Kirche sowie eine für Dortmunder Verhältnisse hohe Anzahl an Fachwerkhäusern. Dieser Bereich beheimatet noch immer mehrere Landwirtschaftsbetriebe. Die Wohngebiete sind überwiegend durch bürgerliche Ein- und Zweifamilienhäuser sowie kleinere Mehrfamilienhaus-Siedlungen geprägt. Weiterhin wird seit ca. 2009 das Wohngebiet "Brechtener Heide" mit ca. 650 Wohneinheiten entwickelt.
Der südliche Teil besteht im Wesentlichen aus Einfamilien- und kleinen Mehrfamilienhäusern. Westlich dieses Siedlungsbereichs entsteht auf der Grenze zum Dortmunder Vorort Holthausen das Neubaugebiet Brechtener Heide, eines der größten aktuellen Baugebiete der Stadt. Der Brechtener Süden grenzt an das Grävingholz sowie an das Naturschutzgebiet Süggel. Im Süggelwald gibt es viele seltene Pflanzen und Tiere.

## Bevölkerung
Am 31. Dezember 2024 lebten 9.635 Einwohner in Brechten.
Struktur der Brechtener Bevölkerung:
- Bevölkerungsanteil der unter 18-Jährigen: 15,0 % [Dortmunder Durchschnitt: 16,2 % (2018)][2]
- Bevölkerungsanteil der mindestens 65-Jährigen: 25,3 % [Dortmunder Durchschnitt: 20,2 % (2018)][3]
- Ausländeranteil: 8,0 % [Dortmunder Durchschnitt: 22,3 % (2024)][4]
- Arbeitslosenquote: 5,7 % [Dortmunder Durchschnitt: 11,0 % (2017)][5]

Das durchschnittliche Einkommen in Brechten liegt etwa 15 % über dem Dortmunder Durchschnitt.

### Bevölkerungsentwicklung
| Jahr | Einw. |
| ---- | ----- |
| 1987 | 8686  |
| 2003 | 8841  |
| 2008 | 8942  |
| 2010 | 8890  |
| 2013 | 9054  |
| 2016 | 9384  |
| 2018 | 9440  |
| 2020 | 9477  |
| 2022 | 9497  |
| 2023 | 9560  |
| 2024 | 9635  |

## Wappen

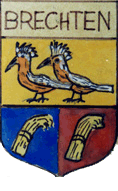
Das traditionelle Ortswappen von Brechten

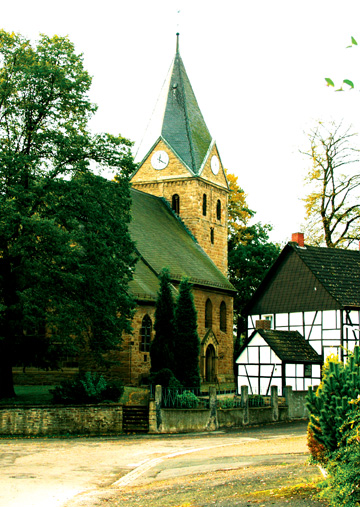
Der Mittelpunkt des Dorfes ist die St.-Johann-Baptist-Kirche.

Der Lohhof, einer der ältesten und größten Höfe

Beschreibung: Das Wappen von Brechten ist geteilt und unten in Blau und Rot gespalten mit je einer gebundenen goldenen Garbe. Oben in Gold zwei Wiedehopfe.
Symbolik: Das traditionelle Wappentier Brechtens ist der Wiedehopf und die zwei im Wappen können als Hinweis auf die beiden Ortsteile Unter- und Oberdorf angesehen werden. Die zwei Erntegarben weisen auf die bäuerliche Tradition des Ortes hin.
Der Wiedehopf ist ein scheuer Vogel, der als Lebensraum große Wiesen mit Wallhecken durchzogen und lichte Waldstücke bevorzugt. Die heutige Brechtener Niederung war ein solches Gebiet. Der Vogel kommt im heutigen Ortsgebiet nicht mehr vor. Im heutigen Ortsbereich gibt es aber eine Straße mit dem Namen „Wiedehopfweg“.

## Geschichte
Um das Jahr 950 wurde die erste Kirche in Brechten erstmals in einem Verzeichnis des Stiftes Essen urkundlich erwähnt.
1254 fand die Schlacht auf dem Wülferichskamp zwischen den Truppen des Kölner Erzbischofs Konrad und den Bischöfen Otto II. von Münster und Simon von Paderborn statt. Der Brechtener Taufstein entstand um 1270. 1282 wurde Brechten als eigene Pfarrei St. Johannes erwähnt.
Aus dem Jahr 1356 wurde berichtet, dass der Lohhof, einer der ältesten und damals größten Höfe, an den Kirchherrn von Brechten verkauft wurde.
Die Stadt Lünen wurde auf Anordnung des Grafen von der Mark vom Nordufer auf das Südufer verlegt und kam dadurch von 1336 bis 1341 in die Zuständigkeit des Pfarrbezirks Brechten. Erst 1366 wurde St. Georg in Lünen Pfarrkirche in Abhängigkeit von der Mutterkirche in Brechten. 1426 ist das Ursprungsjahr der ältesten vorhandenen Urkunde des Kirchenarchivs. Die Reformation wurde um 1570 in Brechten eingeführt. 1627 wurde St. Georg in Lünen endgültig von Brechten gelöst. Das Schul- und Küstereihaus wurde 1690 gebaut. Danach begann der regelmäßige Schulunterricht.
1803 fiel Brechten, wie das gesamte Gebiet der freien Reichsstadt Dortmund, an Nassau-Oranien. Brechten gehörte dann ab 1808 zum Großherzogtum Berg. Nach dem Ende der französischen Besatzungszeit 1814 wurde Brechten Teil der preußischen Provinz Westfalen. 1817 wurde Brechten der Bürgermeisterei Lünen zugeschlagen. Das Grundstückseigentum der Gemeinde wurde 1825–1826 an die Bauern und Kötter verteilt. Das erste reine Ziegelhaus der Gemeinde war das Pfarrhaus, welches 1832–1834 gebaut wurde. 1863 wurde eine neue Schule am Kirchplatz gebaut und 1872 ein Kriegerdenkmal errichtet. Die neue Schule an der Evinger Straße wurde 1894 eingeweiht.
Im Jahr 1904 wurde die Straßenbahnlinie Fredenbaum – Brambauer eröffnet. Ab 1905 gehörte Brechten zum Amt Eving. Die Kirchengemeinde Brambauer wurde 1907 aus Brechten ausgegliedert. 1913 wurde Brechten an die Stromversorgung angeschlossen. Brechten, Brambauer und Holthausen bildeten das 1914 neu entstandene Amt Brambauer. Als 1923 die französischen Besatzungssoldaten den Schuldiener erschossen, nahmen an den darauf folgenden Protesten gegen die Besetzung 15.000 Menschen teil. Bei der 1924 durchgeführten Flurbereinigung wurden die landwirtschaftlichen Streuflächen zusammengelegt. Am 1. April 1928 wurden Brechten und Holthausen nach Dortmund eingemeindet. Im Jahr 1935 begann der Bau der Bundesautobahn 2 auf Brechtener Gebiet.
1938 begann der Bergbau in Brechten. Der Schacht 6 des Bergwerks Minister Stein/Hardenberg wurde abgeteuft. Die katholische Kirchengemeinde in Brechten wurde 1941 gegründet. Am 11. November 1944 fand ein schwerer Bombenangriff auf Brechten statt. Amerikanische Truppen nahmen den Ortsteil am 15. April 1945 ein.
Am 1. Juli 1950 kam es zu einem Gebietsaustausch zwischen den Städten Dortmund und Lünen. Hierbei erhielt Brechten ein Gebiet westlich der Oetringhauser Straße mit einer Fläche von etwa 18,16 ha. Die Kirchbruchstraße verblieb in Lünen.
Von 1952 bis 1954 wurden die Tagesanlagen des Schachtes 6 als Wetter- und Seilfahrtschacht ausgebaut. Am 16. Mai 1959 wurde die katholische Kirche eingeweiht. Der Bergbau in Brechten endete nach 50 Jahren am 30. August 1988 mit der Umlegung des Fördergerüstes des Schachtes 6.
2024 Starteten die Einwohner von Dortmund-Brechten eine Protestaktion gegen die Planung des Stadtrats. Es handelte sich um die Aktion: „Brechten brauch KEIN Industriegebiet“ und handelte, wie der Name erwähnt, um das Verhindern eines Logistikzentrum in den Felder von Brechten.

## Verkehr
Verkehrstechnisch ist Brechten durch die U 41 an das Dortmunder Stadtbahnnetz angeschlossen. Die U 41 fährt von Lünen-Brambauer und Brechten nach Hörde durch die Dortmunder Innenstadt. Weiterhin gibt es Busverbindungen (Linie 414 Brechten – Kemminghausen und Linie 473 Schwieringhausen – Holthausen – Brechten). Die Busverbindung nach Lünen – es war die Linie 1 der Lüner Stadtwerke – gibt es nicht mehr.
Die nahe Auffahrt Dortmund-Nordost ermöglicht die schnelle Anbindung an die Autobahn A2.

## Persönlichkeiten
- Wilhelm Middendorf (1793–1853), evangelischer Theologe und Pädagoge
- Michael Neumann (* 1970), Politiker (SPD)
- Lars Ricken (* 1976), Fußballspieler
- Marcel Großkreutz (* 1985), Fußballspieler
- Kevin Großkreutz (* 1988), Fußballspieler
- Laabs Kowalski eig. Lars Michael Laabs (* 1962), Schriftsteller
- Annegret Richter geb. Irrgang (* 1950), Deutsche Sprinterin und Olympiasiegerin
- Klemens Wittig (* 1937), Deutscher Langstreckenläufer und Weltmeister
- Torsten Sträter (* 1966), Deutscher Kabarettist